# Serge Le Tendre
Serge Le Tendre (Vincennes, 1 december 1946) is een Frans scenarist van stripverhalen.

### Reeksen
- Op zoek naar de tijdvogel i.s.m. tekenaars Régis Loisel, Mohamed Aouamri en Vincent Mallié; 1984 - 2020
  - De hoorn van Ramor (1984)
  - De tempel der vergetelheid (1985)
  - De jager (1986)
  - Het ei van de duisternis (1988)
  - Vriend Javin (1998)
  - Het spreukenboek van de goden (2008)
  - De weg van de jager (2010)
  - Ridder Bolster (2014)
  - De Orde van het Teken (2017)
  - Kryll (2020)
- Jerome K. Jerome Bloks i.s.m. scenarist Pierre Makyo en tekenaar Alain Dodier; 1985 - 1986
  - De dodende schaduw (1985)
  - De papieren droom (1985)
- Taï-Dor i.s.m. scenarist Rodolphe en tekenaar Jean-Luc Serrano; 1987 - 1997
  - De handschoenen van Taï Dor (1987)
  - Het masker van Taï Dor (1988)
  - Gilles van Taï Dor (1989)
  - De zwarte weduwe (1992)
  - De zwarte weduwe 2 (1993)
  - De verdwenen kinderen (1995)
  - Le mage (1997)
- De lotgevallen van Julius Antoine i.s.m. tekenaar Christian Rossi; 1987 - 1990
  - Léa (1987)
  - Het huis (1988)
  - Het onderwerp (1990)
- Takuan i.s.m. tekenaar Emiliano Siméoni; 1988 - 1997
  - De bezetene (1988)
  - Het boek van het bloed (1991)
  - De stem van de beer (1994)
  - De zwarte bron (1996)
  - De moeder van alle pijn (1997)
- Roxanne i.s.m. tekenaar Régis Loisel; 1989 - 1994
  - Glömskans tempel (1989)
  - Rigan (1992)
  - Mörkrets ägg (1994)
- Uit liefde voor de kunst i.s.m. scenarist Pascale Rey en tekenaar Béhé; 1991 - 1997
  - De affaire Van Rotten (1991)
  - De ringen van Babel (1994)
  - De koninklijke komedie (1995)
  - De droomcruise (1997)
- La Gloire d'Héra i.s.m. tekenaar Christian Rossie; 1996 - 2002
  - L'homme le plus fort du monde (2002)
  - A Mycènes! (2002)
- Labyrinten i.s.m. scenarist Dieter en tekenaar Jean-Denis Pendanx; 1997 - 2009
  - De god van de pijnen (197)
  - De wandelende dood (1997)
  - Agwe Wedo (1997)
  - De meester van Agartha (2000)
- Chinaman i.s.m. scenarist Chantal en tekenaar TaDuc; 1998 - 2007
  - De berg van goud (1998)
  - Met gelijke wapens (2001)
  - Voor Rose (2001)
  - De roestvreters (2001)
  - Tussen twee oevers (2002)
  - Bloedbroeders (2002)
- Siloë i.s.m. tekenaar Stéphane Servain; 2000 - 2003
  - Psybom (2000)
  - Temps mort (2003)
- Tirésias i.s.m. tekenaar Christian Rossi; 2001
  - L'outrage (2001)
  - La révélation (2001)
  - De zonen van de hemel veroveren het Westen (2002)
  - Confrontatie in Blue Hill (2004)
  - De gehangenen (2005)
  - Tucano (2007)
- Het boek van Lot i.s.m. tekenaar Franck Biancarelli; 2010 - 2012
  - De eerste stap (2010)
  - De metamorfose (2011)
  - Silverman (2013)
- Le paradis sur terre i.s.m. tekenaar Laurent Gnoni; 2011 - heden
  - Bye bye love (2011)
  - Satellite of love (2012)
- Golias i.s.m. tekenaar Jérome Lereculey; 2012 - heden
  - De verloren koning (2012)
  - De bloem van de herinnering (2013)
- Witte Klauw i.s.m. scenarist Chantal en tekenaar TaDuc; 2013 - heden
  - Het ei van de koningsdraak (2013)

### Albums
- De pechvogel i.s.m. tekenaar Jean-Paul Dethorey; 1992
- De laatste maan i.s.m. scenarist Rodolphe en tekenaar Juan Antonio Parras; 1993
- Mister George i.s.m. scenarist Rodolphe en tekenaar Hugues Labiano; 2003

- Biblioteca Nacional de España: XX1156554
- Bibliothèque nationale de France: cb120168369 (data)
- Catàleg d'autoritats de noms i títols de Catalunya: 981058508808306706
- Gemeinsame Normdatei: 124924166
- International Standard Name Identifier: 0000 0001 2119 2978
- Library of Congress Control Number: no98086854
- Nationale Bibliotheek van Tsjechië: xx0131391
- Nationale Bibliotheek van Israël: 987007300882305171
- Nederlandse Thesaurus van Auteursnamen: 069224293
- Système universitaire de documentation: 02830506X
- Virtual International Authority File: 7402216